# Charles Ogle
Charles Ogle, nato Charles Stanton Ogle (Steubenville, 5 giugno 1865 – Long Beach, 11 ottobre 1940), è stato un attore statunitense del cinema muto.

## Biografia

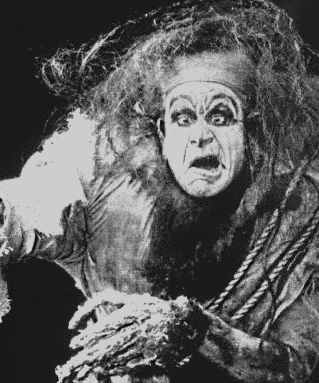
Charles Ogle in Frankenstein

Nato a Steubenville, in Ohio, Ogle iniziò la sua carriera di attore in teatro, debuttando a Broadway nel 1905 in Edmund Burke, una commedia in musica diretta da Edgar Selwyn, dove lavorava a fianco di Jack Pickford. L'anno dopo, recitò in Eileen Asthore, al New York Theatre e, nel 1908, ancora sotto la direzione di Selwyn, in Father and Son: nessuno di questi spettacoli ebbe successo e Ogle, che quell'anno aveva cominciato a lavorare per il cinema, lasciò il teatro per intraprendere a tempo pieno una carriera cinematografica che sarebbe durata fino al 1926.
Il suo primo film, The Boston Tea Party, dove era stato diretto da Edwin S. Porter, uno dei pionieri di più grande rilevanza del nuovo mezzo, lo girò nel Bronx, negli studi dell'Edison, la compagnia per cui cominciò a lavorare nel 1908.
Nel 1910, venne portata sullo schermo la prima versione di Frankenstein, dal romanzo di Mary Shelley e a Charles Ogle fu affidata la parte della Creatura. Nel 1911, Ogle impersona George Washington nel film How Mrs. Murray Saved the American Army, dove recita a fianco di Miriam Nesbitt.
Fu anche protagonista di What Happened to Mary? del 1912 che viene considerato il primo serial girato negli Stati Uniti. Tra i suoi numerosi ruoli, va ricordato quello di Long John Silver (il temibile pirata creato da Robert Louis Stevenson) nella versione del 1920 de L'isola del tesoro diretta da Maurice Tourneur. 
In seguito, continuò a recitare interpretando parti di caratterista: in tutto girò 311 film. La sua ultima apparizione sugli schermi risale al 1926.
Ogle, che era sposato con l'inglese Ethel Pauline Green, morì a Long Beach, in California, di arteriosclerosi. Fu inumato al Forest Lawn Memorial Park Cemetery di Glendale.

## Filmografia

### 1908
- The Boston Tea Party, regia di Edwin S. Porter – cortometraggio (1908)
- L'oro nascosto (Ex-Convict No. 900), regia di Edwin S. Porter – cortometraggio (1908)
- An Unexpected Santa Claus, regia di Edwin S. Porter – cortometraggio (1908)

### 1909
- The Prince and the Pauper, regia di J. Searle Dawley – cortometraggio (1909)
- Bluebeard, regia di J. Searle Dawley – cortometraggio (1909)
- The Heart of a Clown, regia di Edwin S. Porter – cortometraggio (1909)

### 1910
- Pardners, regia di Frank McGlynn Sr. ed Edwin S. Porter – cortometraggio (1910)
- Frankenstein, regia di J. Searle Dawley – cortometraggio (1910)
- Michael Strogoff, regia di J. Searle Dawley – cortometraggio (1910)
- For Her Sister's Sake, regia di Edwin S. Porter – cortometraggio (1910)
- Her First Appearance, regia di Edwin S. Porter e Ashley Miller – cortometraggio (1910)
- The Farmer's Daughter, regia di Edwin S. Porter – cortometraggio (1910)
- Through the Clouds – cortometraggio (1910)
- Arms and the Woman, regia di Bannister Merwin – cortometraggio (1910)
- A Christmas Carol, regia di J. Searle Dawley, Charles Kent e Ashley Miller – cortometraggio (1910)

### 1911
- Mike, the Miser, regia di Bannister Merwin (1911)
- The Doctor, regia di J. Searle Dawley (1911)
- The Iron Master, regia di Edwin S. Porter (1911)
- Love and the Stock Market (1911)
- At Sword's Points (1911)
- The Disreputable Mr. Raegen (1911)
- The Strike at the Mines (1911)
- A Buried Past (1911)
- Turned to the Wall (1911)
- Aida, regia di Oscar Apfel e J. Searle Dawley (1911)
- Captain Nell di Edwin S. Porter (1911)
- It Served Her Right (1911)
- A Lesson Learned (1911)
- Van Bibber's Experiment, regia di Ashley Miller (1911)
- The Star Spangled Banner, regia di J. Searle Dawley (1911)
- The Price of a Man (1911)
- The Minute Man, regia di Oscar Apfel (1911)
- United States History Series#3: The Battle of Bunker Hill, regia di Oscar C. Apfel e J. Searle Dawley (1911)
- The Winds of Fate (1911)
- Captain Barnacle's Baby (1911)
- The Modern Dianas (1911)
- The Surgeon's Temptation (1911)
- That Winsome Winnie Smile (1911)
- The Battle of Trafalgar (1911)
- A Cure for Crime (1911)
- The Death of Nathan Hale (1911)
- Foul Play, regia di Oscar Apfel (1911)
- How Mrs. Murray Saved the American Army, regia di J. Searle Dawley (1911)
- Her Wedding Ring, regia di Bannister Merwin (1911)
- The Reform Candidate (1911)
- Love and Hatred (1911)
- The Black Arrow, regia di Oscar Apfel (1911)
- Home, regia di Oscar Apfel (1911)
- A Man for All That (1911)
- How Sir Andrew Lost His Vote, regia di Ashley Miller (1911)
- Uncle Hiram's List (1911)

### 1912
- A Question of Seconds (1912)
- To Save Her Brother (1912)
- For the Cause of the South, regia di Bannister Merwin (1912)
- His Secretary, regia di Bannister Merwin (1912)
- At the Point of the Sword (1912)
- Everything Comes to Him Who Waits, regia di C.J. Williams (1912)
- Children Who Labor, regia di Ashley Miller (non accreditato) (1912)
- The Yarn of the Nancy Belle (1912)
- For the Commonwealth (1912)
- The Lighthouse Keeper's Daughter, regia di J. Searle Dawley (1912)
- How Washington Crossed the Delaware (1912)
- Church and Country (1912)
- Winnie's Dance (1912)
- The Insurgent Senator (1912)
- The Dumb Wooing di Willard Louis (1912)
- The Butler and the Maid (1912)
- Blinks and Jinks, Attorneys at Law (1912)
- Politics and Love (1912)
- Treasure Island, regia di J. Searle Dawley (1912)
- A Personal Affair (1912)
- The Convict's Parole (1912)
- The Sunset Gun (1912)
- Martin Chuzzlewit, regia di Oscar Apfel e J. Searle Dawley (1912)
- The Angel and the Stranded Troupe (1912)
- The Father (1912)
- The Close of the American Revolution (1912)
- Nerves and the Man (1912)
- The Sketch with the Thumb Print (1912)
- What Happened to Mary? serial di Charles Brabin  (1912)
- The Lord and the Peasant (1912)
- Mr. Pickwick's Predicament (1912)
- Alone in New York, regia di Ashley Miller (1912)
- The Triangle (1912)
- The Dam Builder, regia di Bannister Merwin (1912)
- The Governor, regia di Harold M. Shaw (1912)
- The Grandfather, regia di Harold M. Shaw (1912)
- How Bobby Joined the Circus (1912)
- The Usurer's Grip (1912)
- A Curable Disease (1912)
- Outwitting the Professor (1912)
- Like Knights of Old (1912)
- The Affair at Raynor's (1912)
- For Professional Services (1912)
- The New Member of the Life Saving Crew (1912)
- The Non-Commissioned Officer (1912)
- The Old Reporter (1912)
- Hope, a Red Cross Seal Story (1912)
- Tim, regia di Charles Brabin (1912)
- Sally Ann's Strategy, regia di Walter Edwin (1912)
- The Third Thanksgiving, regia di J. Searle Dawley (1912)
- The Totville Eye, regia di C.J. Williams (1912)
- On Donovan's Division, regia di Harold M. Shaw (1912)
- A Clue to Her Parentage, regia di J. Searle Dawley e Walter Edwin (1912)
- For Her, regia di Harold M. Shaw (1912)

### 1913
- It Is Never Too Late, regia di Charles M. Seay (1913)
- The Mountaineers, regia di Charles J. Brabin (1913)
- The Ambassador's Daughter, regia di Charles Brabin (1913)
- False to Their Trust (1913)
- The Princess and the Man (1913)
- Barry's Breaking In (1913)
- The Doctor's Photograph (1913)
- The Will of the People, regia di George Lessey (1913)
- The Ranch Owner's Love-Making (1913)
- Ann (1913)
- The Gauntlets of Washington (1913)
- Mother's Lazy Boy (1913)
- With the Eyes of the Blind (1913)
- The Duke's Dilemma (1913)
- Old Jim (1913)
- The High Tide of Misfortune (1913)
- A Splendid Scapegrace, regia di Charles J. Grahm (1913)
- When Greek Meets Greek, regia di Walter Edwin (1913)
- The Prophecy, regia di Walter Edwin (1913)
- While John Bolt Slept (1913)
- Mary Stuart (1913)
- The Diamond Crown (1913)
- The Robbers, regia di Walter Edwin (1913)
- The Mystery of West Sedgwick (1913)
- The Awakening of a Man, regia di George Lessey – cortometraggio (1913)
- The Green Eye of the Yellow God (1913)
- The Great Physician (1913)
- Hard Cash (1913)
- The Family's Honor, regia di Richard Ridgely (1913)
- Janet of the Dunes (1913])
- The Doctor's Duty, regia di George Lessey (1913)
- The Phantom Signal (1913)
- The Gunmaker of Moscow (1913)
- Alexia's Strategy (1913)
- A Tudor Princess, regia di J. Searle Dawley  (1913)

### 1914
- A Lonely Road, regia di Walter Edwin – cortometraggio (1914)
- The Uncanny Mr. Gumble – cortometraggio (1914)
- The Mystery of the Talking Wire, regia di George Lessey – cortometraggio
- The Active Life of Dolly of the Dailies, regia di Walter Edwin - serial (1914)
- A Treacherous Rival, regia di Preston Kendall e Bannister Merwin – cortometraggio (1914)
- An American King, regia di George Lessey – cortometraggio (1914)
- His Grandchild, regia di Walter Edwin – cortometraggio (1914)
- Courting Betty's Beau, regia di Charles M. Seay – cortometraggio (1914)
- With the Eyes of Love, regia di George Lessey – cortometraggio (1914)
- The Price of the Necklace, regia di Charles Brabin – cortometraggio  (1914)
- The Adventure of the Alarm Clock, regia di Charles M. Seay – cortometraggio  (1914)
- The Man Who Disappeared, regia di Charles Brabin - serial (1914)
- Andy and the Hypnotist , regia di Charles H. France – cortometraggio (1914)
- A Princess of the Desert, regia di Walter Edwin – cortometraggio (1914)
- Frederick the Great, regia di Walter Edwin – cortometraggio (1914)
- The Double Cross, regia di Charles Brabin – cortometraggio (1914)
- His Sob Story, regia di George Lessey – cortometraggio (1914)
- The Coward and the Man, regia di  Ashley Miller – cortometraggio (1914 )
- The Light on the Wall, regia di Charles Brabin – cortometraggio (1914)
- The Man in the Street, regia di Charles Brabin – cortometraggio (1914)
- Molly the Drummer Boy, regia di  George Lessey – cortometraggio (1914)
- The President's Special, regia di Charles Brabin – cortometraggio (1914)
- The Viking Queen, regia di Walter Edwin – cortometraggio (1914)
- The Witch Girl (1914)
- His Big Chance (1914)
- A Girl of the People (1914)
- The Phantom Cracksman (1914)
- The Heart of the Night Wind (1914)
- A Lonely Salvation (1914)
- The Heart of the Hills, regia di Walter Edwin (1914)
- The Virtuoso (1914)

### 1915
- My Lady High and Mighty, regia di Walter Edwin – cortometraggio (1915)
- His Guardian Angel
- The Bribe, regia di Lucius Henderson (1915)
- Everygirl – cortometraggio (1915)
- The Counterfeit – cortometraggio (1915)
- The Laugh That Died, regia di Lorimer Johnston – cortometraggio (1915)
- The Unhidden Treasure, regia di Lorimer Johnston – cortometraggio (1915)
- The Golden Spider, regia di Lucius Henderson – cortometraggio (1915)
- The Boston Tea Party, regia di Eugene Nowland – cortometraggio (1915)
- The Heart Breaker, regia di Lorimer Johnston – cortometraggio (1915)
- Faces in the Night (1915)
- The Honor of the Ormsbys (1915)
- The Girl Who Had a Soul (1915)
- Celeste (1915)
- The Memory Tree (1915)
- The Judgment of Men (1915)
- A Daughter of the Nile (1915)
- Circus Mary (1915)
- The Little White Violet (1915)
- Thou Shalt Not Lie (1915)
- Jeanne of the Woods (1915)
- The Taming of Mary, regia di Lucius Henderson (1915)
- Under Southern Skies, regia di Lucius Henderson (1915)
- The Woman Who Lied, regia di Lucius Henderson (1915)
- The Meddler, regia di Brinsley Shaw (1915)
- The Tale of the 'C' (1915)

### 1916
- Shattered Nerves (1916)
- In His Own Trap (1916)
- Borrowed Plumes, regia di Ben F. Wilson (1916)
- Saved by a Song (1916)
- His Brother's Pal (1916)
- A Social Outcast (1916)
- The Still Voice, regia di Ben F. Wilson (come Ben Wilson) (1916)
- His World of Darkness (1916)
- Their Anniversary (1916)
- Her Husband's Honor (1916)
- A Wife at Bay (1916)
- Harmony in A Flat (1916)
- Jim Slocum No. 46393 (1916)
- The Code of His Ancestors (1916)
- The Sheriff of Pine Mountain (1916)
- The Finer Metal (1916)
- The Scarlet Mark (1916)
- The Head of the Family, regia di Ben Wilson (1916)
- The Circular Room (1916)
- A Lucky Gold Piece (1916)
- Aschenbrödel, regia di Ben F. Wilson (1916)
- Beyond the Trail, regia di Ben F. Wilson (1916)
- The Laugh of Scorn (1916)
- The Girl Who Didn't Tell (1916)
- The Broken Spur, regia di Ben F. Wilson (come Ben Wilson) (1916)
- In the Heart of New York (1916)
- Borrowed Plumes, regia di Wallace Beery (1916)
- The Heir to the Hoorah (1916)
- The Years of the Locust, regia di George Melford (1916)

### 1917
- A Wife's Folly (1917)
- On Record, regia di Robert Z. Leonard (1917)
- Those Without Sin, regia di Marshall Neilan (1917)
- The Cost of Hatred, regia di George Melford (1917)
- A Romance of the Redwoods (1917)
- The Case of Doctor Standing (1917)
- At First Sight, regia di Robert Z. Leonard (1917)
- Rebecca of Sunnybrook Farm, regia di Marshall Neilan (1917)
- The Sunset Trail, regia di George Melford (1917)
- The Secret Game, regia di William C. de Mille (1917)
- Nan of Music Mountain, regia di George Melford e, non accreditato, Cecil B. DeMille (1917)
- The Fair Barbarian, regia di Robert Thornby (1917)

### 1918
- Jules of the Strong Heart, regia di Donald Crisp (1918)
- Rimrock Jones, regia di Donald Crisp (1918)
- The Things We Love (1918)
- Wild Youth, regia di George Melford (1918)
- The Whispering Chorus, regia di Cecil B. DeMille (1918)
- Il giglio selvatico (M'liss), regia di Marshall Neilan (1918)
- Old Wives for New, regia di Cecil B. DeMille (1918)
- Believe Me, Xantippe, regia di Donald Crisp (1918)
- We Can't Have Everything, regia di Cecil B. DeMille (1918)
- The Firefly of France, regia di Donald Crisp (1918)
- Less Than Kin, regia di Donald Crisp (1918)
- The Source, regia di George Melford (1918)
- The Goat, regia di Donald Crisp (1918)
- Too Many Millions, regia di James Cruze (1918)
- The Squaw Man, regia di Cecil B. DeMille (1918)

### 1919
- Under the Top, regia di Donald Crisp (1919)
- The Dub, regia di James Cruze (1919)
- Alias Mike Moran, regia di James Cruze (1919)
- The Poor Boob, regia di Donald Crisp (1919)
- Something to Do, regia di Donald Crisp (1919)
- Fires of Faith, regia di Edward José (1919)
- Men, Women, and Money, regia di George Melford (1919)
- A Daughter of the Wolf, regia di Irvin Willat (1919)
- The Heart of Youth, regia di Robert G. Vignola (1919)
- The Valley of the Giants, regia di James Cruze (1919)
- Told in the Hills, regia di George Melford (1919)
- The Lottery Man, regia di James Cruze (1919)
- Hawthorne of the U.S.A., regia di James Cruze (1919)
- Everywoman, regia di George Melford (1919)

### 1920
- Young Mrs. Winthrop, regia di Walter Edwards (1920)
- Jack Straw, regia di William C. de Mille (1920)
- L'isola del tesoro (Treasure Island), regia di Maurice Tourneur (1920)
- What's Your Hurry?, regia di Sam Wood (1920)
- The Prince Chap, regia di William C. de Mille (1920)
- Conrad in Quest of His Youth, regia di William C. de Mille (1920)
- Midsummer Madness, regia di William C. de Mille (1920)

### 1921
- The Jucklins, regia di George Melford (1921)
- Fatty e i suoi milioni (Brewster's Millions), regia di Joseph Henabery (1921)
- What Every Woman Knows, regia di William C. de Mille (1921)
- A Wise Fool, regia di George Melford (1921)
- Fatty petroliere (Gasoline Gus), regia di James Cruze (1921)
- Crazy to Marry, regia di James Cruze (1921)
- Fragilità, sei femmina! (The Affairs of Anatol), regia di Cecil B. DeMille (1921)
- A lumi spenti (After the Show), regia di William C. de Mille (1921)
- Miss Lulu Bett, regia di William C. de Mille (1921)

### 1922
- A Homespun Vamp, regia di Frank O'Connor (1922)
- Un sogno d'amore (Her Husband's Trademark), regia di Sam Wood (1922)
- Is Matrimony a Failure?, regia di James Cruze (1922)
- North of the Rio Grande, regia di Rollin S. Sturgeon (1922)
- La donna che vinse il destino (The Woman Who Walked Alone), regia di George Melford (1922)
- Our Leading Citizen (1922)
- If You Believe It, It's So (1922)
- La corsa al piacere (Manslaughter) (1922)
- Il giovane Rajah (The Young Rajah) (1922), regia di Phil Rosen
- Thirty Days, regia di James Cruze (1922)
- Kick In, regia di George Fitzmaurice (1922)

### 1923
- Garrison's Finish, regia di Arthur Rosson (1923)
- Spalle al muro (Grumpy), regia di William C. de Mille (1923)
- I pionieri (The Covered Wagon), regia di James Cruze (1923)
- Sixty Cents an Hour, regia di Joseph Henabery (1923)
- Hollywood, regia di James Cruze (1923)
- Salomy Jane, regia di George Melford (1923)
- I dieci comandamenti (The Ten Commandments), regia di Cecil B. DeMille (1923)

### 1924
- Flaming Barriers, regia di George Melford (1924)
- Secrets, regia di Frank Borzage (1924)
- Il trionfo (Triumph), regia di Cecil B. DeMille  (1924)
- Code of the Sea, regia di Victor Fleming (1924)
- The Bedroom Window, regia di William C. deMille (1924)
- Merton of the Movies, regia di James Cruze (1924)
- Gli avventurieri dell'Alaska (The Alaskan), regia di Herbert Brenon (1924)
- The Border Legion, regia di William K. Howard  (1924)
- The Garden of Weeds, regia di James Cruze (1924)

### 1925
- Il letto d'oro (The Golden Bed), regia di Cecil B. DeMille (1925)
- Contraband, regia di Alan Crosland (1925)
- La valanga selvaggia (The Thundering Herd), regia di William K. Howard (1925)
- Code of the West, regia di William K. Howard (1925)

### 1926
- One Minute to Play, regia di Sam Wood (1926)
- The Flaming Forest, regia di Reginald Barker (1926)

## Galleria d'immagini

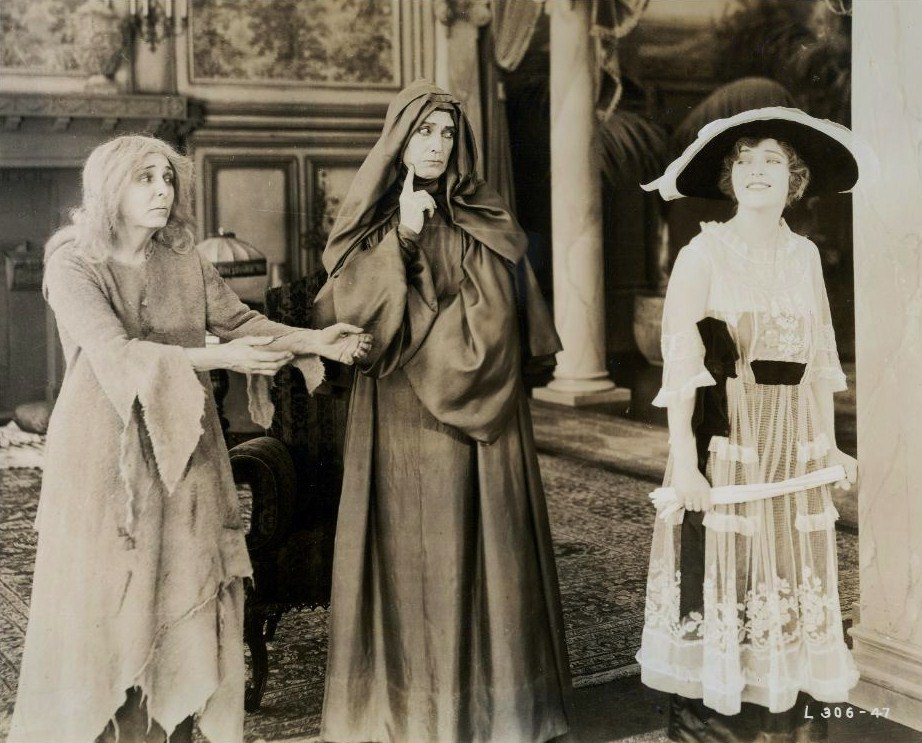
Everywoman (1919) - Edythe Chapman, Charles Ogle e Violet Heming
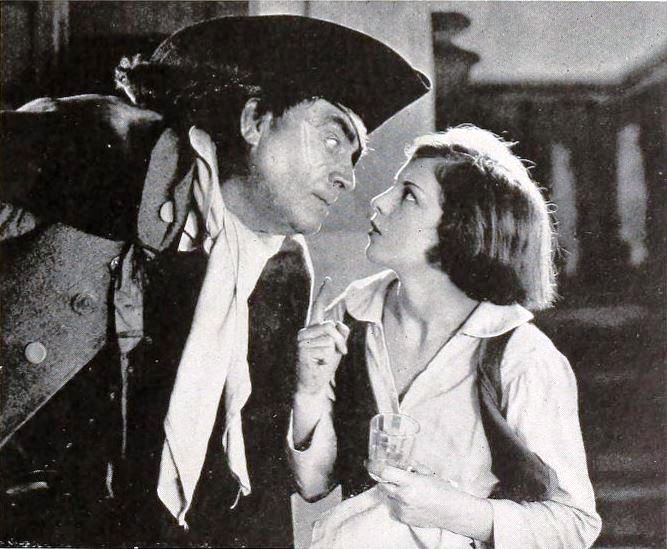
Treasure Island (1920) - Ogle, Shirley Mason
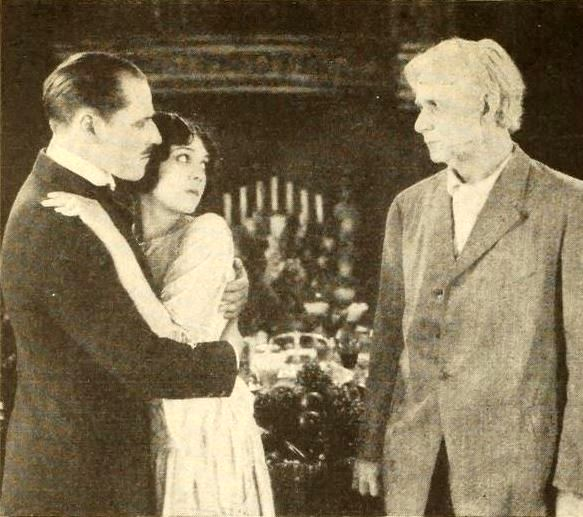
After the Show (1921) - Lila Lee, Jack Holt, Charles Ogle